# Peter Parapullil
Peter Parapullil (ur. 2 grudnia 1949 w Perumanoor) – indyjski duchowny rzymskokatolicki, w latach 2013–2024 biskup Jhansi.

## Życiorys
Święcenia kapłańskie przyjął 29 lutego 1976 i został inkardynowany do diecezji Jhansi. Pracował m.in. jako rektor sanktuarium w Jhansi, sekretarz biskupi, wikariusz generalny oraz jako proboszcz parafii katedralnej.
31 października 2012 otrzymał nominację na biskupa Jhansi. Sakry biskupiej udzielił mu 6 stycznia 2013 abp Salvatore Pennacchio. 28 grudnia 2024 papież przyjął jego rezygnację złożoną ze względu na wiek. 